# لایگزان
لایگزان یک منطقهٔ مسکونی در ایران است که در دهستان طارم واقع شده‌است. لایگزان ۲۱ نفر جمعیت دارد.